# Citrus Bowl 2020
Match précédent Match suivant
Le Citrus Bowl 2020 est un match de football américain de niveau universitaire joué après la saison régulière de 2019, le 1er janvier 2020 au Camping World Stadium d'Orlando dans l'État de Floride aux États-Unis.
Il s'agit de la 74e édition du Citrus Bowl.
Le match met en présence l'équipe des Wolverines du Michigan issue de la Big Ten Conference et l'équipe des Crimson Tide de l'Alabama issue de la Southeastern Conference.
Il débute à midi locales et est retransmis à la télévision par ABC.
Sponsorisé par la société Vrbo (en), le match est officiellement dénommé le Vrbo Citrus Bowl 2019.
Alabama gagne le match sur le score de 35 à 16.

## Présentation du match
| Équipes | Conférences | Entraîneurs  | Stats. saison rég. | Classements avant le bowl | Classements avant le bowl | Classements avant le bowl |
| --- | ----------- | ------------ | ------------------ | ------------------------- | ------------------------- | ------------------------- |
| Équipes | Conférences | Entraîneurs  | Stats. saison rég. | CFP                       | AP                        | Coaches                   |
| Wolverines du Michigan                                                                                     | B10         | Jim Harbaugh | 9 - 3              | #14                       | #17                       | #17                       |
| Crimson Tide de l'Alabama                                                                                  | SEC         | Nick Saban   | 10 - 2             | #13                       | #9                        | #9                        |
| - Arbitre : Michael Mothershed (Pac-12) - Équipe donnée favorite par les bookmakers : Alabama par 7 points |             |              |                    |                           |                           |                           |

Il s'agit de la 5e rencontre entre ces deux équipes (2-2) :
| Saisons | Dates              | Vainqueurs | Scores  | Perdants | Compétitions                        |
| ------- | ------------------ | ---------- | ------- | -------- | ----------------------------------- |
| 2011    | 1er septembre 2012 | Alabama    | 41 - 14 | Michigan | Saison régulière - Arlington, Texas |
| 1999    | 1er janvier 2000   | Michigan   | 35 - 34 | Alabama  | Orange Bowl - Lake Lucerne, Floride |
| 1996    | 1er janvier 1997   | Alabama    | 17 - 14 | Michigan | Outback Bowl - Tampa, Floride       |
| 1987    | 2 janvier 1988     | Michigan   | 28 - 24 | Alabama  | Hall of Fame Bowl - Tampa, Floride  |

### Wolverines du Michigan
Avec un bilan global en saison régulière de 9 victoires et 3 défaites (6-3 en matchs de conférence), Michigan est éligible et accepte l'invitation pour participer au Citrus Bowl de 2020.
Ils terminent 3e de la East Division de la Big Ten Conference derrière #2 Ohio State et #10 Penn State.
À l'issue de la saison 2019 (bowl non compris), ils seront classés #14 au classement CFP et #17 aux classements AP et Coaches.

C'est leur 6e participation au Citrus Bowl et leur 48e participation à un bowl universitaire (11e équipe de la FBS au nombre de participation à un bowl) :
| Dates            | Saisons | Vainqueurs                    | Scores | Finalistes                | Bilans    |
| ---------------- | ------- | ----------------------------- | ------ | ------------------------- | --------- |
| 1er janvier 1999 | 1998    | #15 Michigan Wolverines       | 45-31  | #11 Arkansas              | V : 1 - 0 |
| 1er janvier 2001 | 2000    | #17 Michigan Wolverines       | 31-28  | #20 Auburn Tigers         | V : 2 - 0 |
| 1er janvier 2002 | 2001    | #8 Tennessee Volunteers       | 45-17  | #17 Michigan              | D : 2 - 1 |
| 1er janvier 2008 | 2007    | Michigan Wolverines           | 41-35  | #12 Florida Gators        | V : 3 - 1 |
| 1er janvier 2016 | 2015    | #17 Michigan Wolverines (9-3) | 41-07  | #19 Florida Gators (10-3) | V : 4 - 1 |

| Postes      | Joueurs         | Statistiques                                                      |
| ----------- | --------------- | ----------------------------------------------------------------- |
| Quarterback | Shea Patterson  | 197/344 passes réussies pour 2 828 yards, 22 TDs, 6 interceptions |
| Coureur     | Zach Charbonnet | 136 courses pour 642 yards nets gagnés et 11 TDs                  |
| Receveur    | Ronnie Bell     | 43 réceptions pour 694? yards et 1 TDs                            |

### Crimson Tide de l'Alabama
Avec un bilan global en saison régulière de 10 victoires et 2 défaites (6-2 en matchs de conférence), Alabama est éligible et accepte l'invitation pour participer au Citrus Bowl de 2020.
Ils terminent 2e de la West Division de la Southeastern Conference derrière #1 LSU.
À l'issue de la saison 2019 (bowl non compris), ils seront classés #13 au classement CFP et #9 aux classements AP et Coaches.

Il s'agit de leur 3e apparition au Citrus Bowl :
| Dates            | Saisons | Vainqueurs                   | Scores | Finalistes                 | Bilans    |
| ---------------- | ------- | ---------------------------- | ------ | -------------------------- | --------- |
| 1er janvier 2011 | 2010    | Crimson Tide de l'Alabama    | 49-07  | Spartans de Michigan State | V : 1 - 0 |
| 2 janvier 1995   | 1994    | #6 Crimson Tide de l'Alabama | 24-17  | #13 Buckeyes d'Ohio State  | V : 2 - 0 |

| Postes      | Joueurs        | Statistiques                                                      |
| ----------- | -------------- | ----------------------------------------------------------------- |
| Quarterback | Tua Tagovailoa | 180/252 passes réussies pour 2 840 yards, 33 TDs, 3 interceptions |
| Coureur     | Najee Harris   | 185 courses pour 1 088 yards nets gagnés et 11 TDs                |
| Receveur    | Devonta Smith  | 65 réceptions pour 1 200 yards et 13 TDs                          |

## Résumé du match
Résumé, vidéo et photos sur la page du site francophone The Blue Pennant.
Début du match à  13 h 07, fin à  16 h 33 pour une durée totale de jeu de 3 h 26 min.
Températures de 19 °C, vent de NNO de 8 km/h.
| QT            | Temps         | Drive         | Drive         | Drive         | Équipe        | Description de l'action | Score | Score |
| ------------- | ------------- | ------------- | ------------- | ------------- | ------------- | --- | ----- | ----- |
| QT            | Temps         | Jeux          | Yards         | TDP           | Équipe        | Description de l'action | MIC   | ALA   |
| 1             | 13:47         | 1             | 85            | 00:11         | ALA           | TD de 85 yards à la suite d'une passe de QB Marc Jones réceptionnée par WR Jerry Jeudy + 1 point de conversion par K Joseph Bulovas       | -     | 7     |
| 1             | 07:06         | 7             | 85            | 2:56          | MIC           | TD de 7 yards à la suite d'une passe de QB Shea Patterson réceptionnée par TE Nick Eubanks+ 1 point de conversion par K Christian Turner  | 7     | -     |
| 1             | 00:09         | 10            | 81            | 04:28         | MIC           | FG de 36 yards par K Quinn Nordin | 10    | -     |
|               |               |               |               |               |               | |       |       |
| 2             | 07:16         | 13            | 56            | 05:43         | MIC           | FG de 42 yards par K Quinn Nordin | 13    | -     |
| 2             | 03:32         | 8             | 75            | 03/44         | ALA           | TD à la suite d'une course de 9 yards par RB Najee Harris + 1 point de conversion par K Joseph Bulovas                                    | -     | 14    |
| 2             | 00:01         | 10            | 36            | 03:31         | MIC           | FG de 57 yards par K Quinn Nordin | 16    | -     |
|               |               |               |               |               |               | |       |       |
| 3             | 13:30         | 4             | 75            | 01:30         | ALA           | TD de 42 yards à la suite d'une passe de QB Marc Jones réceptionnée par WR Devonta Smith + 1 point de conversion par K Joseph Bulovas     | -     | 21    |
|               |               |               |               |               |               | |       |       |
| 4             | 10:01         | 5             | 91            | 01:44         | ALA           | TD de 20 yards à la suite d'une passe de QB Marc Jones réceptionnée par TE Miller Forristall + 1 point de conversion par K Joseph Bulovas | -     | 28    |
| 4             | 00:26         | 12            | 75            | 05:46         | ALA           | TD à la suite d'une course de 2 yards par RB Najee Harris + 1 point de conversion par K Joseph Bulovas                                    | -     | 35    |
| Score final : | Score final : | Score final : | Score final : | Score final : | Score final : | Score final : | 16    | 35    |

## Statistiques
| Nom         | Équipe  | Poste |
| ----------- | ------- | ----- |
| Jerry Jeudy | Alabama | WR    |

| Statistiques                           | Wolverines du Michigan                                  | Crimson Tide de l'Alabama                               |
| -------------------------------------- | ------------------------------------------------------- | ------------------------------------------------------- |
| 1er down                               | 23                                                      | 20                                                      |
| 1er down à la course                   | 13                                                      | 8                                                       |
| 1er down à la passe                    | 10                                                      | 10                                                      |
| 1er down suite pénalité                | 0                                                       | 2                                                       |
| Conversion de 3e down                  | 8/18                                                    | 4/10                                                    |
| Conversion de 4e down                  | 1/1                                                     | 0/0                                                     |
| Jeux–yards                             | 80 jeux pour 395 yards                                  | 55 jeux pour 480 yards                                  |
| Yards à la course                      | 43 courses pour 162 yards (moyenne de 3,8 yards/course) | 30 courses pour 153 yards (moyenne de 5,1 yards/course) |
| Yards à la passe                       | 233                                                     | 327                                                     |
| Passes : Réussies-Tentées-Interceptées | 17/37 passes complétées, 2 interceptions                | 16/25 passes complétées, 0 interception                 |
| Réussite en zone rouge/chances         | 2/2                                                     | 3/3                                                     |
| TD                                     | 1                                                       | 5                                                       |
| Field Goals                            | 3/3                                                     | 0/0                                                     |
| Sacks (Nombre-Yards)                   | —                                                       | 3 pour 22 yards adverses perdus3                        |
| Fumbles (Nombre/Perdus)                | 1/0                                                     | 0/0                                                     |
| Pénalités (Nombre/Yards perdus)        | 7 pour 61 yards perdus                                  | 5 pour 25 yards perdus                                  |
| Temps de possession                    | 34:47                                                   | 25:13                                                   |

| Wolverines du Michigan    |                 |                                                                                               |
| Quarterback               | Shea Patterson  | 17/37 passes complétées, 233 yards, 2 interceptions, 1 TD, 3 sacks subis, évaluation QB de 97 |
| Meilleur coureur          | Zach Charbonnet | 15 courses pour 84 yards nets gagnés, 0 TD, moyenne de 6,5 yards/course                       |
| Meilleur receveur         | Giles Jackson   | 4 réceptions pour 57 yards gagnés, 0 TD                                                       |
| Meilleur tackler          | Josh Metellus   | 11 tacles dont 7 en solo, ½ TFL (0 yard)                                                      |
| Crimson Tide de l'Alabama |                 |                                                                                               |
| Quarterback               | Mac Jones       | 16/25 passes complétées, 327 yards, 0 interception, 3 TDs, 0 sack subi                        |
| Meilleur coureur          | Najee Harris    | 24 courses pour 136 yards nets gagnés, 2 TDs, moyenne de 5,7 yards/course                     |
| Meilleur receveur         | Jerry Jeudy     | 6 réceptions pour 204 yards gagnés, 1 TD                                                      |
| Meilleur tackler          | Xavier McKinney | 10 tacles dont 4 en solo, 1 TFL (8 yards), 1 sack (8 yards), 1 quarterback hit                |